# K2-66
K2-66, EPIC 206153219 — одиночная звезда в созвездии Водолея на расстоянии приблизительно 1668 световых лет (около 511 парсек) от Солнца. Видимая звёздная величина звезды — +11,71m.
Вокруг звезды обращается, как минимум, одна планета.

## Характеристики
K2-66 — жёлтая звезда спектрального класса G1IV. Масса — около 1,11 солнечной, радиус — около 1,79 солнечного, светимость — около 3,208 солнечных. Эффективная температура — около 5675 К.

## Планетная система
В 2016 году командой астрономов, работающих с фотометрическими данными в рамках проекта Kepler K2, было объявлено об открытии планеты K2-66 b.